# Forsträsket (Råneå socken, Norrbotten)
Forsträsket är en sjö i Bodens kommun i Norrbotten och ingår i Råneälvens huvudavrinningsområde. Sjön har en area på 0,104 kvadratkilometer och ligger 76 meter över havet. Sjön avvattnas av vattendraget Kvarnån (Forsträskbäcken).

## Delavrinningsområde
Forsträsket ingår i det delavrinningsområde (735135-177892) som SMHI kallar för Ovan Kvarnbäcken. Medelhöjden är 131 meter över havet och ytan är 36,77 kvadratkilometer. Det finns inga avrinningsområden uppströms utan avrinningsområdet är högsta punkten. Kvarnån (Forsträskbäcken) som avvattnar avrinningsområdet har biflödesordning 2, vilket innebär att vattnet flödar genom totalt 2 vattendrag innan det når havet efter 42 kilometer. Avrinningsområdet består mestadels av skog (77 procent). Avrinningsområdet har 0,95 kvadratkilometer vattenytor vilket ger det en sjöprocent på 2,6 procent.